# Кабата (хижа)
Кабата е планинска хижа в Родопите. Намира се в близост до природната забележителност Чудните мостове и хижа Скални мостове (около 2 часа път).
Намира се между връх Гургутевица и Цирикова църква. Връх Цирикова църква се намира на 15 минути път от хижата и на него е изграден параклис в памет на загинали българи отказали да сменят вярата си през 17 век.
Около хижата има множество постройки, голяма част от които към 2015 година са изоставени и запустели. Сградите са били използвани от бившия ученически лагер „Слънчеви поляни“.
През хижата минава екопътека за село Малево и Хвойна.